# Perkam
Perkam è un comune tedesco di 1 472 abitanti, situato nel land della Baviera.